# 蔡鳥
蔡鳥（?—?），战国末期人物，燕国的大臣。
前248年（秦庄襄王二年、赵孝成王十八年、燕王喜七年），秦国将领井忌联合赵国攻打燕国，攻克二城。燕王喜派蔡鳥暗藏玉璧，偷偷地经过赵国进入秦国，见到文信侯吕不韦，赂以河间（今河北省献县东南）十城请求罢兵。吕不韦不敢接受，说自己没有功劳。蔡鳥按剑看着吕不韦说，你没有功劳，为什么不把印玺交给蒙骜和王齕呢。秦王认为你能力强，才让你在他们之上，你不接受燕国的土地，就是不忠于秦，吕不韦于是劝说秦庄襄王，秦王同意与燕国講和。井忌被赵国所驱逐，回到秦国被杀。